# Park Narodowy Perito Moreno
Park Narodowy Perito Moreno (hiszp. Parque nacional Perito Moreno) – park narodowy w Argentynie położony w departamencie Río Chico w zachodniej części prowincji Santa Cruz. Utworzony został 11 maja 1937 roku. Zajmuje obszar 1421,2 km². Jest jednym z największych i najstarszych parków narodowych w Argentynie. Rzadko odwiedzany. Najbliższe miasto, Gobernador Gregores, znajduje się w odległości 220 km od parku. Zwiedzać go można od 1 października do 1 maja.

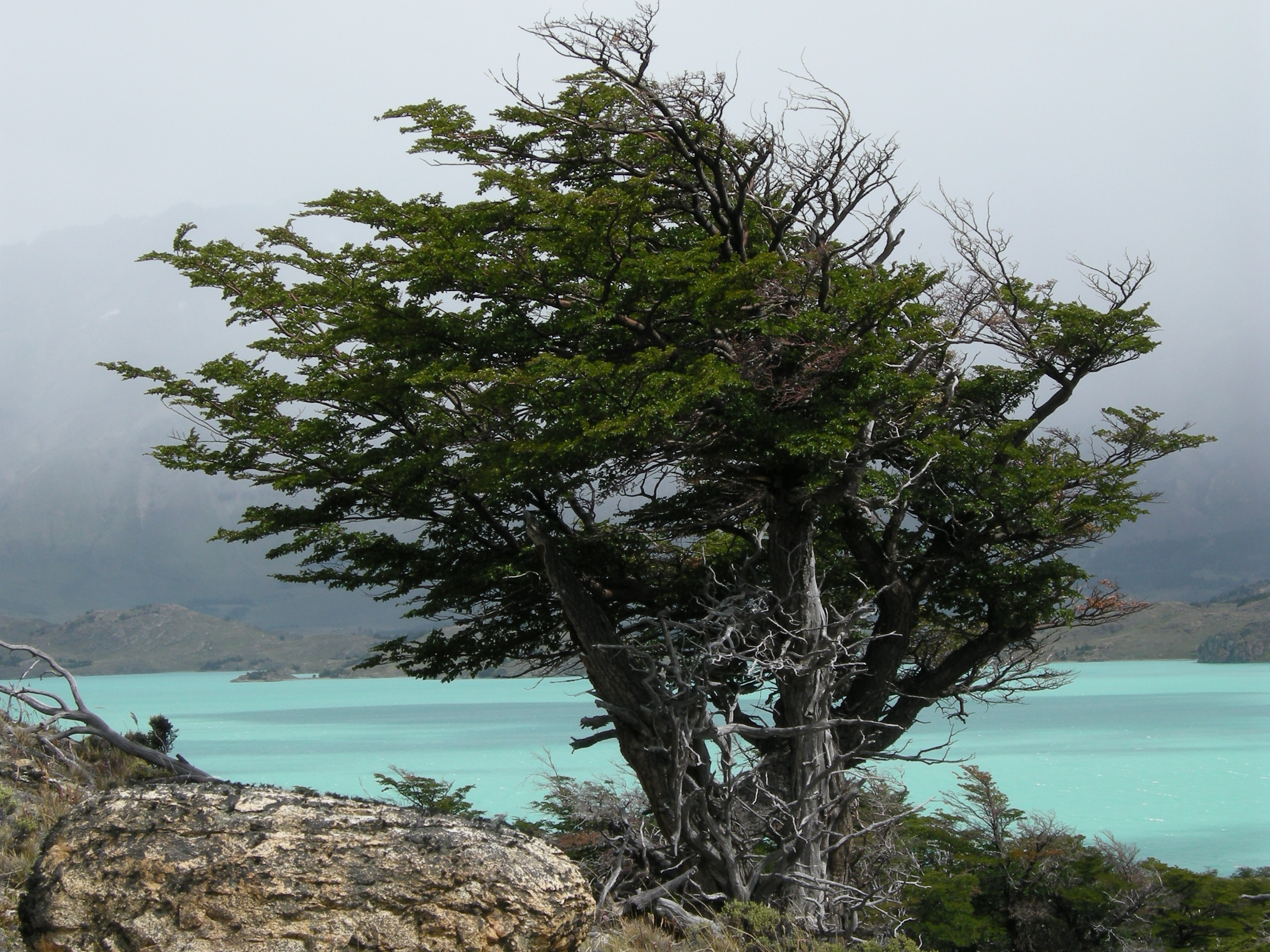
Nothofagus pumilio nad brzegiem jeziora Belgrano

## Opis
Park położony jest przy granicy z Chile i obejmuje wschodnie zbocza Andów Patagońskich. Przez teren parku przechodzą dwa pasma górskie. Jedno pasmo biegnie ze wschodu na zachód, a drugie z północy na południe. Najwyższym szczytem jest Heros Hill (2770 m n.p.m.). W dolinach, o średniej wysokości 900 m n.p.m., znajduje się osiem jezior polodowcowych, m.in. Belgrano, Nansen, Mogote, Burmeister.

## Flora
Na najniższej, wschodniej części parku, rozciąga się step. Wyżej na zboczach gór rosną lasy. Dominującą roślinnością na stepie jest ostnica, natomiast lasy tworzą głównie Nothofagus pumilio, bukan chilijski i Nothofagus betuloides.  

## Fauna
Z ssaków na terenie parku żyją m.in.: huemal chilijski (zagrożony wyginięciem), gwanako andyjskie, puma płowa, nibylis andyjski, nibylis argentyński, ocelot argentyński, ocelot pampasowy, grizon mniejszy, skunksowiec patagoński, pancernik patagoński, wiskaczan wielki, wiskacza skalna, tukotuko magellański.
Ptaki żyjące w parku to m.in.: nandu plamiste, kondor wielki (narażony na wyginięcie), magelanówka, chloephaga melanoptera, perkoz argentyński (krytycznie zagrożony wyginięciem).